# Televisora Regional Unimar
LRJ 504 Televisora Regional Unimar S.A. (TRU) es un canal de televisión regional que se emite desde la ciudad de Marcos Juárez, en la provincia de Córdoba, llevando el mismo nombre de la empresa de servicios televisivos a la cual representa.

## Alcance
Tiene una amplia área de cobertura dentro del sudeste cordobés y sudoeste santafesino, llegando hacia unas 20 localidades.
La señal llega a Leones (Córdoba), General Roca, Saira, Noetinger, Bouquet, Montes de Oca, Tortugas, San Marcos Sud, Monte Buey, Saladillo, Inriville, Villa Elisa (Córdoba), Colonia 25, Los Surgentes, Cruz Alta, General Baldissera, Camilo Aldao, Corral de Bustos, Isla Verde y a Marcos Juárez.

## Programación
El canal cuenta con una progresiva grilla de programación; entre los programas más destacados podemos ver:
- Acontecer: Noticiero diario con 2 ediciones: Mediodía y Noche.
- Sin Vueltas: Programa político y de interés general que se emite los martes desde la hora 21.
- Jaque Mate: Programa político que se emite los días jueves desde la hora 21:30.

También  destacan programas que hacen que la Televisora sea el medio de comunicación audiovisual más importante del interior de Córdoba, tales como Enfoque Deportivo, Conectate con Carina, Agro y Algo Más, Posta TV, Cámara de Comercio, Difusión Empresarial, Entre Vos y Yo, Movete con Mujeres, Argentino, todos los días tu deporte, La Onda TV, Cien por Ciento Salud, Por el Campo, Acontecer Regional, entre otros
En el canal también han pasado novelas producidas por T.R.U., Nuevos Espacios y Multimedios Vip: Amontonados y Por el Aire emitidas pocos años atrás y protagonizadas por gente de la misma zona.

## Historia
La empresa fue fundada en septiembre de 1987.
Ha ganado importantes premios y nominaciones en varias ediciones de ACORCA (una asociación que representa y premia a los canales de la Provincia de Córdoba).
Su misión hacia el futuro es renovar y ampliar su grilla de programación y sostener el creciente desarrollo de la empresa.